# Angelo Moreschi
Angelo Moreschi, né à Nave le 13 juin 1952 et mort à Brescia le 25 mars 2020, est un évêque et missionnaire catholique italien, vicaire apostolique de Gambela en Éthiopie de 2009 à sa mort.

## Biographie

### Formation et ministère sacerdotal
En qualité de membre des Salésiens de Don Bosco, il prononce ses premiers vœux le 1er septembre 1974, puis ses vœux perpétuels le 15 août 1980. Il  fréquente le séminaire de Chiari et étudie la théologie à Bethléem.
Le 2 octobre 1982, il est ordonné prêtre par l'évêque Armido Gasparini dans le cadre de l’église paroissiale de Saint-Paul de Brescia.
Dès lors, une partie saillante de sa vie se déroule en Éthiopie. De 1998 à 2001, ll y devient conseiller provincial de la vice-province d’Afrique Éthiopie-Érythrée, fonction qu’il allie à celle de curé de la paroisse de Dilla de 1991 à 2000.
Le 16 novembre 2000, le pape Jean-Paul II le nomme premier préfet apostolique de Gambela.

### Ministère épiscopal
Le 5 décembre 2009, le pape Benoît XVI le promeut vicaire apostolique de Gambela et évêque titulaire d’Elephantaria in Mauretania. Le 31 janvier 2010, il reçoit l'ordination épiscopale au sein de la cathédrale de Gambella des mains de l’archevêque Berhaneyesus Souraphiel asssité de l'éparque d’Adigrat Tesfasellassie Medhin et Lorenzo Ceresoli (de), MCCI, ancien vicaire apostolique d’Hawassa et évêque titulaire de Fallaba.

### Fin de vie
L’aggravation de son diabète sucré de type 1 le contraint à rentrer prestement en Italie en mars 2020 pour y subir une dialyse. C’est dans ce cadre hospitalier que, victime d’une infection nosocomiale, il est contaminé par la Covid-19. Aussitôt admis dans le service de néphrologie de l’hôpital de Brescia, il y meurt peu après, le 25 mars 2020,,. Angelo Moreschi devient ainsi le premier prélat à être emporté par la pandémie de Covid-19.